# Colonel Lotfi
Benali Dghine Boudghène (en arabe بن علي دغين بودغن) connu sous le nom du Colonel Lotfi, né le 5 mai 1934 à Tlemcen et mort en combattant durant la guerre d'Algérie le 27 mars 1960 dans les montagnes de Béchar à l'âge de 25 ans. Il est nommé responsable de la Wilaya V (Oranie) de la guerre de libération de 1958 à 1960.

## Biographie
Né dans l'ouest de l’Algérie, fils de Abdelkrim dit « Abdellah Dghine » (descendant de la famille turque Boudghène al-Istanbuli), employé de mairie et de Mansouria Lokbani. À la mort de sa mère, il est élevé par la seconde épouse de son père, une européenne convertie à l'Islam dite Hadja Zohra. Il grandit dans l’Allée des Sources du quartier d'El Kalaâ de Tlemcen. Pour mémoire, cette rue de moins de 100 mètres a donné plus de vingt Chahids (Références ?). C’étaient non seulement des voisins de Benali, mais des amis et plus tard des compagnons d’armes. Il effectue ses études primaires dans sa ville natale de Tlemcen et obtient le certificat d’études primaires en 1948. Parti au Maroc pour poursuivre ses études secondaires, il revient au bout d’une année à Tlemcen pour rejoindre l'école franco-musulmane où il commence à se forger son esprit révolutionnaire à travers ses lectures mais aussi ses discussions politiques avec son entourage. Rapidement, il cherche à établir des contacts avec les militants des mouvements nationalistes, pour mieux s’imprégner des idées et des projections patriotes.
Tout pour lui a été d’une très grande rapidité, qui dénotait une maturité précoce et une volonté d’engagement nationaliste chez ce jeune militant.
En octobre 1955, alors qu’il n’a que 21 ans il s’engage dans les rangs militaire de l'ALN dans la Wilaya V. Alors représenté par Larbi Ben M'hidi et Abdelhafid Boussouf, il occupe le poste d'adjoint particulier du Commandant Si Djaber. Il sera ensuite amené à s’occuper de la section de Tlemcen et Sebdou et à installer les cellules clandestines du FLN naissant.
Repéré pour son intelligence et son sens de l’organisation, il est désigné dès 1956 pour un travail de structuration des réseaux de fedayins dans toute l'Oranie, dans une conjoncture marquée par l’intensification de la lutte armée, décidée par le commandement de la Révolution. Dès la fin des travaux du congrès de la Soummam du 20 août 1956, auxquels les représentants de l'Oranie ont eu une part active, grâce à la présence de Larbi Ben M'hidi qui en était l’un des principaux animateurs, Si Brahim, c’était son premier nom de guerre, se porte volontaire pour diriger les opérations militaires dans le Sud et mène plusieurs batailles décisives qui se solderont par de lourdes pertes dans les rangs de l’ennemi.
Il ne sera, toutefois, promu au grade de capitaine et chef de zone qu’en janvier 1957. Son ascension se fera de plus en plus rapide, en devenant commandant de la zone d'Aflou sous le nom de Lotfi, et membre du Conseil de direction de la Wilaya V.
En mai 1958, Lotfi est promu au grade de Colonel et désigné à la tête de la Wilaya V comme Commandant. Historiquement ce fut le plus jeune Colonel de la guerre de Libération. Cette période est marquée par l'intensification des opérations françaises contre les maquis, et surtout par la construction des lignes Challe et Morice aux frontières est et ouest, visant essentiellement à empêcher l'acheminement des armes pour les maquis à travers les frontières tunisiennes et marocaines. Ce qui devait alourdir la responsabilité du Colonel Lotfi, et l'obliger à redoubler d’effort pour contrer ce blocus infernal tout en veillant à la poursuite du combat.

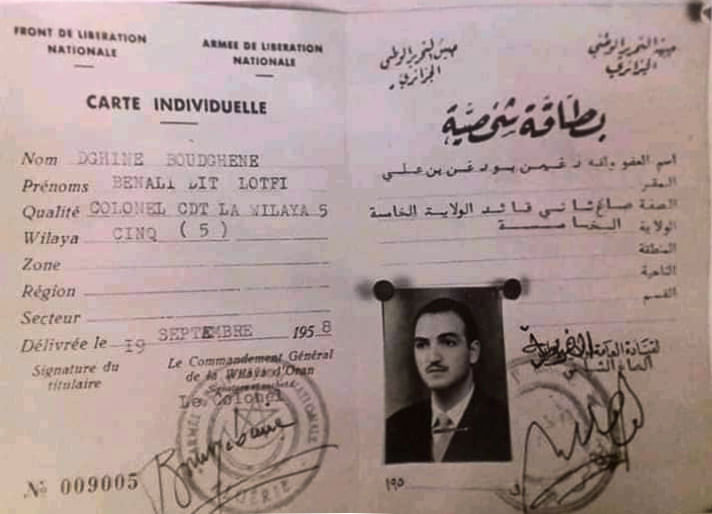
Carte FLN-ALN du Colonel Lotfi, délivrée en 1958.

Au début de 1960, il assiste aux travaux du Conseil national de la Révolution algérienne (CNRA) tenus à Tripoli. À son retour dans le maquis, il est pris dans un traquenard dans les montagnes de Béchar aux côtés de son plus fidèle Lieutenant le Tlemcénien (Louedj Mohammed) dit "Le Commandant Ferradj". Ces deux moudjahidines accompagnés de leurs frères d'armes Aissa Benaroussi, Cheikh Zaoui et Brikh Ahmed. Lotfi et Ferradj ont rejoint le maquis pour affronter une grosse armada de l'armée coloniale qui avait déjà mis sa machine de guerre en marche, où l’ennemi déploie une artillerie très lourde pour encercler toute la Wilaya V. Ils sont tous mort dans le maquis à l'exception d'Aissa Benaroussi gravement blessé dans le combat puis emprisonné par l'armée coloniale. C’était le 27 mars 1960 à Djebel Béchar. Il ne restait pourtant plus que deux ans pour la signature des accords du cessez-le-feu en mars 1962. Le Colonel Othmane prit le relais à la tête de la Wilaya V jusqu'à l'indépendance de l'Algérie.
Sur le plan politique, le Colonel Lotfi est surtout connu pour sa loyauté exemplaire, son intégrité et sa perspicacité. Il s’est très vite démarqué des querelles de chapelles et autres « intrigues politiciennes » qui émaillaient les conclaves auxquels il avait eu l’occasion d’assister, à Tunis, au Caire et enfin à Tripoli. Il est même allé jusqu’à dénoncer, auprès de Ferhat Abbas, alors président du GPRA, ce qu'il qualifiait de « tendances fascistes » chez certains chefs militaires sans les désigner, qui, selon ses termes, «rêvent d’être des sultans au pouvoir absolu. » Plus incisif encore, il ajoutait : «Derrière leurs querelles, j’aperçois un grave danger pour l'Algérie indépendante. Ils conservent du commandement qu'ils exercent le goût du pouvoir et de l'autoritarisme. » Il prévoyait en fait la guerre fratricide entre le GPRA et les wilayas qui lui étaient loyales d'un côté et l'État-major général de l'autre qui va éclater à l'annonce de l'Indépendance et prédisait dans le même temps le désarroi du peuple qui accédait enfin à la paix.
C’est Ferhat Abbas qui a noté toutes les impressions du jeune colonel, dépité par la tournure prise par les événements : « L'atmosphère au sein de la Délégation extérieure, écrit-il, lui faisait peur. Les luttes sourdes des colonels ne lui avaient pas échappé. Il en était épouvanté : j'aime mieux mourir dans le maquis que de vivre avec ces loups. » Cette attitude chevaleresque d'un homme dévoué pour sa cause, celle de sa patrie, fera de lui un symbole du martyre.

## Hommages
L'Aéroport de Béchar porte son nom et un film a été réalisé qui retrace sa biographie dont le titre est  Lotfi. Le  Complexe sportif Akid Lotfi  de la ville de Tlemcen porte son nom également.
À Oran, l'un des plus grands quartiers récents de la ville porte son nom; un lycée, situé au centre-ville, porte également son nom. Sur un des ronds-points de la Wilaya de Tindouf il y a une statue à son effigie.
Un film algérien Lotfi, réalisé en 2015, retrace sa vie.

## Décorations
- Ahid de l'ordre du Mérite national d'Algérie.